# Movimento Civico10
Il Movimento Civico10 è stato un partito politico sammarinese nato nel 2012. Alle elezioni politiche del 2012 Civico10 ha ottenuto 4 seggi su 60 al Consiglio Grande e Generale.
Nel 2020 il partito è confluito in Libera San Marino.

## Storia
Il partito viene presentato il 30 luglio 2012, tra i fondatori ci sono Matteo Ciacci, membro della Giunta di Castello della Città di San Marino e Capitano Reggente della Repubblica di San Marino nel 2018, Stiven Muccioli, all'epoca direttore del sito sammarinese di informazione Libertas.sm e Andrea Zafferani ex politico di Alleanza Popolare che ha ricoperto la carica di Capitano Reggente nel 2010.
Matteo Ciacci venne eletto, in coppia con Stefano Palmieri, Capitano Reggente dal 1º aprile al 1º ottobre 2018, risultando all'epoca la persona più giovane (28 anni) al mondo a ricoprire il ruolo di capo di Stato.
In occasione delle elezioni politiche a San Marino del 2019 viene costituita l'alleanza elettorale Libera San Marino, formata da Movimento Civico10, Sinistra Socialista Democratica, Movimento Ideali Socialisti e Riforme e Sviluppo, che ottiene 10 seggi al Consiglio Grande e Generale, risultando così la terza forza politica del paese e la maggiore corrente d'opposizione in parlamento.
Il 13 e 14 novembre 2020 si svolge il congresso fondativo di Libera San Marino, in cui confluisce il Movimento Civico10.

## Programma
Il programma del Movimento Civico10 era basato sui "10 pilastri":
1. reddito di cittadinanza.
2. proprietà riconducibili a persone fisiche e eliminazione delle fiduciarie.
3. contratti professionali uguali tra pubblico e privato.
4. moneta elettronica e deducibilità di tutti i pagamenti elettronici.
5. authority esterna per la valutazione del settore pubblico allargato e delle società partecipate e retribuzione legata a produttività e merito.
6. Reggenza di garanzia, abolizione del quorum nei referendum, elezione separata Consiglio Grande e Generale e Congresso di Stato, rotazione degli incarichi.
7. agevolazioni per l'occupazione per cittadini sammarinesi e residenti.
8. creazione di un'agenzia per lo sviluppo, investimenti e ricerca.
9. fine del consumo di suolo e dell'abuso edilizio e nuovo Piano Regolatore Generale e rincoversione delle aree edificate.
10. regolamentazione e sviluppo del settore telecomunicazioni con fibra ottica, banda larga e altre nuove tecnologie.

Il Movimento Civico10 era europeista, infatti si era espresso a favorevole all'adesione all'Unione europea in occasione del referendum del 2013.

## Risultati elettorali
| Elezione       | Voti  | %     | Seggi   |
| -------------- | ----- | ----- | ------- |
| Politiche 2012 | 1.324 | 6,69  | 4 / 60  |
| Politiche 2016 | 1.800 | 9,26  | 10 / 60 |
| Politiche 2019 | 2.964 | 16,49 | 10 / 60 |

## Consiglieri eletti
I Consiglieri eletti alle elezioni del 2016 sono stati:
- Matteo Ciacci, capogruppo
- Luca Santolini
- Andrea Zafferani
- Mimma Zavoli
- Franco Santi
- Silvano Andreani
- Jader Tosi
- Luca Boschi
- Valentina Bollini
- Mattia Guidi
- Marica Montemaggi
- Monica Zafferani

I consiglieri Andrea Zafferani e Franco Santi sono nominati rispettivamente Segretario di Stato al Lavoro, Industria, Commercio e Artigianato, Segretario di Stato alla Sanità e Sicurezza Sociale.